# Werner Friedmann
Werner Friedmann (* 12. Mai 1909 in München; † 23. April 1969 ebenda) war ein deutscher Journalist und Gründer der Deutschen Journalistenschule.

## Leben und Wirken
Werner Friedmann verbrachte seine Jugend in Berlin als Sohn eines jüdischen Kinderarztes und einer aus Bayern gebürtigen Mutter. Nach dem Tod des Vaters zog die Mutter mit ihren Kindern wieder zurück in ihre Heimat. 1927 erlangte er sein Abitur am Wilhelmsgymnasium München. Friedmann arbeitete schon während seines Studiums an der Universität München als Reporter für die Süddeutsche Sonntagspost, deren Chefredakteur Walter Tschuppik ihn förderte. Unmittelbar nach der Machtübergabe an die Nationalsozialisten 1933 wurde er verhaftet und war bis Ende des Jahres inhaftiert. Danach schlug er sich in Berlin als Übersetzer durch. 1940 wurde Friedmann zur Wehrmacht eingezogen und kam 1945 in englische Kriegsgefangenschaft.
Friedmann arbeitete ab 1945 wieder als Journalist, zunächst als Leiter des Bayernteils für die Süddeutsche Zeitung. 1946 wurde er zusätzlich einer der vier Lizenznehmer und Teilhaber dieses Blattes. 1948 leitete er die Schau-Redaktion, die während der Internationalen Presseausstellung im Haus der Kunst im Auftrag des OMGUS den Deutschen die Bedeutung der Presse für die Demokratie nahe bringen sollte. Zunächst auf nur 41 Tage während der Ausstellung angelegt, wurde die Herausgabe um drei Monate verlängert und dann auf Drängen Friedmanns eine zusätzliche Dauerlizenz erteilt: Die Abendzeitung entstand.

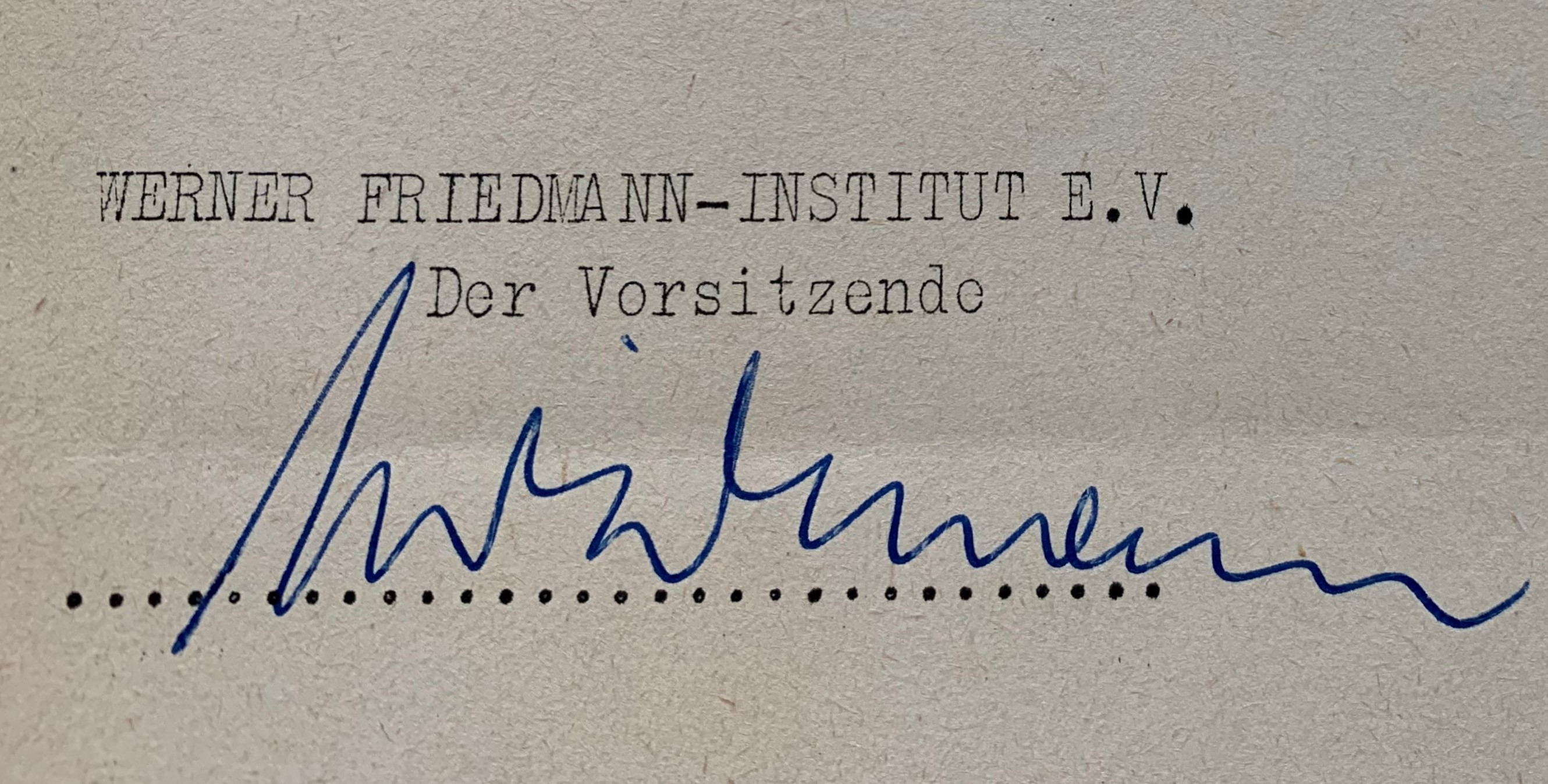
Signatur Werner Friedmann

1951 bis 1960 war Friedmann Chefredakteur der Süddeutschen Zeitung. Er gründete das Werner-Friedmann-Institut, in dessen Lehrredaktionen nach amerikanischem Vorbild Journalisten ausgebildet wurden. Zu den Dozenten gehörten Immanuel Birnbaum, Hermann Proebst, Martin E. Süskind und Wolf Schneider. In seiner Autobiografie urteilt Wolf Schneider über Friedmann: „Nur Henri Nannen war ein noch eindrucksvollerer Journalist als er.“
Am 10. Mai 1960 wurde Friedmann wegen des Verdachts der Unzucht mit Abhängigen verhaftet und aufgrund einer privaten, weithin publizierten Affäre der damals strafbaren sogenannten Anstiftung zur Kuppelei angeklagt und zu sechs Monaten Haft auf Bewährung verurteilt. In der Folge trat Friedmann von seinem Posten bei der SZ zurück und widmete sich vornehmlich der Abendzeitung, die unter seiner Leitung in den 1960er-Jahren ihre größten Auflageerfolge erzielte. Das Werner Friedmann-Institut wurde in Deutsche Journalistenschule umfirmiert.
Friedmann, der schwer zuckerkrank war, starb 1969. Die Abendzeitung wurde in der Folge von Friedmanns zweiter Frau Anneliese als Familienbetrieb weiter geführt. 1975 errichtete der Verlag der Abendzeitung unter der Leitung von Anneliese Friedmann in Zusammenarbeit mit der Stadt München die nicht-rechtsfähige Werner-Friedmann-Stiftung zur Förderung alter, bedürftiger Künstler und Journalisten in München. Die Stiftung ist Eigentümerin einer Immobilie am Viktualienmarkt, in der 14 Wohnungen zu stark ermäßigter Miete vergeben werden. Außerdem darf die Stiftung weitere geförderte Wohnungen in der Altstadt belegen.

## Persönliches
Aus seiner 1951 geschlossenen Ehe mit Anneliese stammt der Sohn Johannes (* 1951), langjähriger Mitverleger der Abendzeitung und Gesellschafter der Süddeutschen Zeitung. Werner Friedmann starb über drei Wochen vor seinem 60. Geburtstag. Seine Grabstätte befindet sich auf dem Waldfriedhof Grünwald.